# Willem Biwa
Willem Biwa (* 11. September 1951 in Wortel, Südwestafrika) ist ein ehemaliger namibischer Politiker der SWAPO.
Biwa genoss seine Primar- und Sekundarschulbildung in seinem Heimatland. Er hält einen Abschluss in Farm-Management der Rössing Foundation und studierte während seiner Inhaftierung auf Robben Island bei Kapstadt in Südafrika Politikwissenschaften. Er war von 1978 bis 1984 dort inhaftiert, nachdem er seit 1975 aktives Mitglied der People’s Liberation Army of Namibia (PLAN) war.
Biwa wurde 1989 Mitglied der Verfassunggebenden Versammlung Namibias und war anschließend von 1990 bis 1995 Mitglied im 1. Parlament der namibischen Nationalversammlung sowie 1995 bis 2000 im 2. Parlament. 
Biwa war ab 1990 über viele Jahre im Zentralkomitee der SWAPO.